# Agua dulce

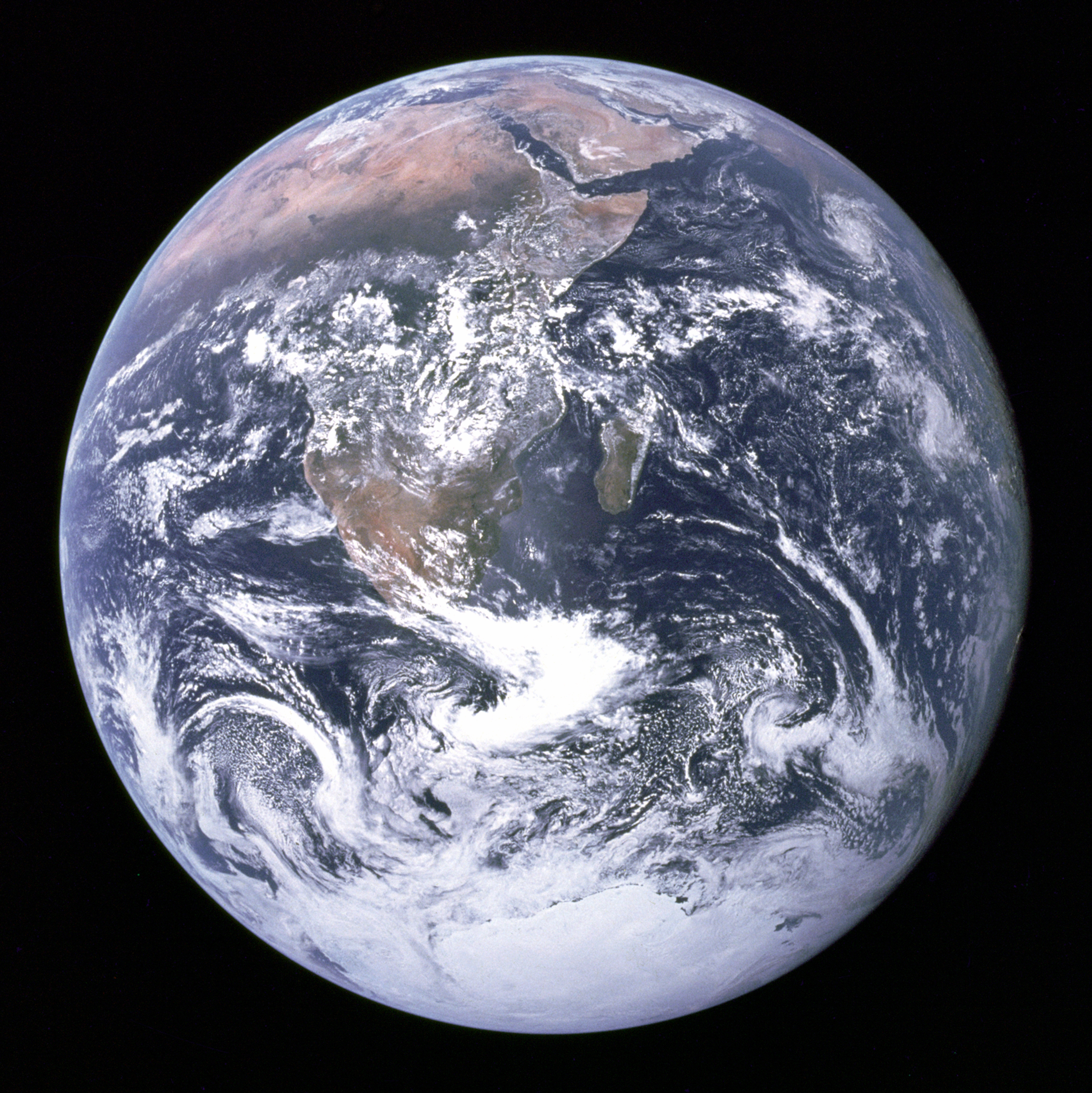
La Tierra vista desde Apollo 17 — la capa de hielo la Antártida en la parte inferior de la fotografía contiene 61 % del total de agua dulce, o el 1,525 % del total de agua en la Tierra.

Agua dulce  es agua que se encuentra naturalmente en la superficie de la Tierra en capas de hielo, campos de hielo, glaciares, icebergs, humedales, lagunas, lagos, ríos, bajo la superficie como agua subterránea, en acuíferos, corrientes de agua subterránea y en la red de distribución de agua potable construida por el ser humano. El agua dulce se caracteriza generalmente por tener una baja concentración de sales disueltas y un bajo total de sólidos disueltos. El término excluye específicamente agua de mar y  salobre, aunque sí incluye las aguas ricas en minerales, tales como las fuentes de agua ferruginosa. El término «agua dulce» se originó de la descripción del agua en contraste con agua salada.

## Sistemas

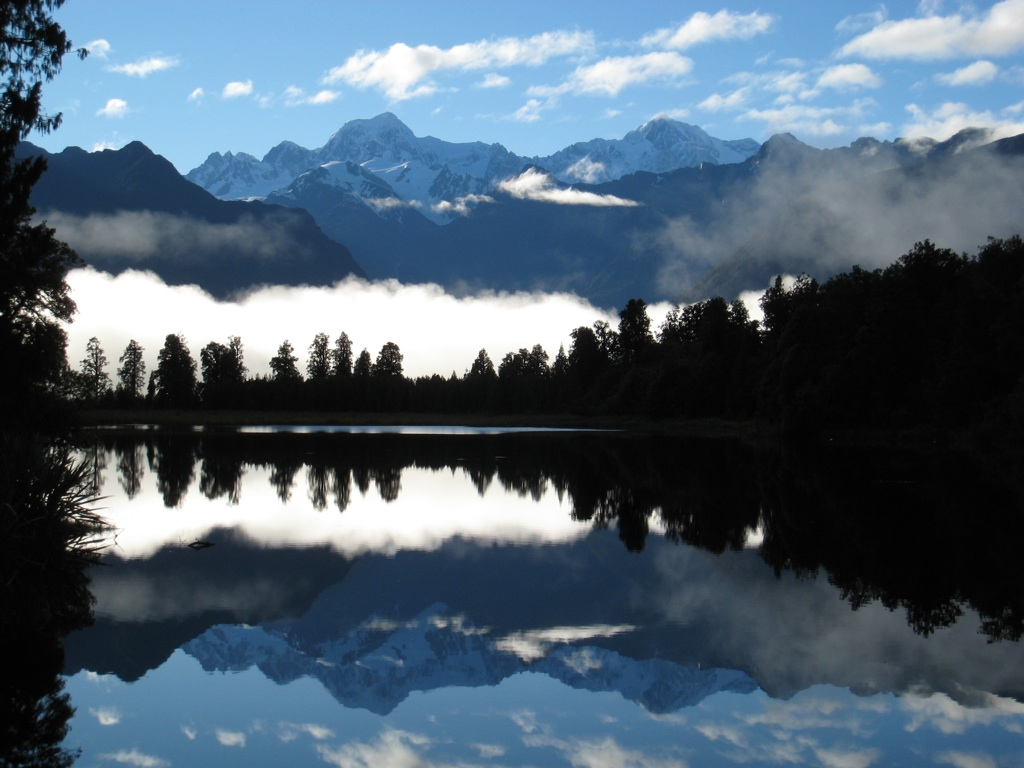
Monte Cook, Monte Tasman y Glaciar de Fox, reflejados en el Lago Matheson en Nueva Zelanda.

En la ciencia, los hábitats de agua dulce se dividen en sistemas lénticos, que comprenden las aguas cerradas en lagunas, lagos, pantanos y turberas; sistemas lóticos, que comprenden flujos de agua corriente; y agua subterránea que fluye en las rocas y en acuíferos. Existe además una zona que hace puente entre las aguas subterráneas y los sistemas lóticos: la zona hiporreica que subyace muchos ríos mayores y puede contener sustancialmente más agua que la que se puede ver en el caudal abierto. También puede estar en contacto directo con el agua subterránea subyacente.

## Fuente
La fuente de casi toda el agua dulce es la precipitación en la atmósfera terrestre en forma de niebla, lluvia y nieve. El agua dulce que cae como niebla, lluvia o nieve contiene materiales disueltos de la atmósfera así como material del mar y de la tierra sobre las cuales las nubes se desplazan. En zonas industrializadas la lluvia puede ser ácida debido a los óxidos de azufre y nitrógeno disueltos que se formaron a partir de la quema de combustibles fósiles de automóviles, fábricas, trenes y aviones y desde las emisiones atmosféricas de la industria. En algunos casos esta lluvia ácida puede contribuir a la contaminación de los lagos y ríos.
En las zonas costeras, el agua dulce puede contener concentraciones significativas de sales derivadas del mar si el viento levanta pequeñas gotas de agua de mar en las nubes portadoras de lluvia. Esto puede dar lugar a un incremento en las concentraciones de sodio, cloruro, magnesio y sulfato, así como muchos otros compuestos en concentraciones más pequeñas.
En zonas áridas o zonas con suelos pobres o polvorientas, los vientos cargados de lluvia pueden llevar partículas de arena y polvo, que pueden ser depositadas en forma de precipitación en otros lugares, lo que resulta en un flujo de agua dulce contaminada con cantidades medibles de sólidos insolubles y componentes solubles de los suelos. Cantidades significativas de hierro pueden ser transportadas de esta manera, como por ejemplo la transferencia bien documentada de las precipitaciones ricas en hierro que caen en Brasil derivadas de las tormentas de arena en el Sahara de África del Norte.

## Distribución

Visualización de la distribución (en volumen) de agua en la Tierra. Cada pequeño cubo (como el que representa agua biológica) corresponde a aproximadamente 1000 kilómetros cúbicos de agua, con una masa de aproximadamente 1 billón de toneladas (200.000 veces la masa de la Gran Pirámide de Guiza, o 5 veces la del lago Kariba). El bloque completo comprende 1 millón de pequeños cubos.

El agua es un elemento crítico para la supervivencia de todos los organismos vivos en la Tierra. Algunos organismos pueden usar agua salada, pero muchos, incluyendo la gran mayoría de las plantas superiores y la mayoría de los mamíferos deben tener acceso a agua dulce para sobrevivir. Algunos mamíferos terrestres, tales como roedores del desierto, parecen sobrevivir sin beber, pero en realidad generan agua a través del metabolismo de semillas de cereales, y cuentan con mecanismos eficientes para conservar el agua.
Del total de agua en la Tierra, el agua salada —en los océanos, los mares y las aguas subterráneas saladas— representa alrededor del 97 % de la misma. Solo el 2,5 a 2,75 % es agua dulce, incluyendo 1,75-2 % en estado congelado en glaciares, hielo y nieve, 0,7-0,8 % en aguas subterráneas dulces, y en la humedad del suelo, y menos de 0,01 % del total es agua superficial encontrado en lagos, pantanos y ríos.
Los lagos de agua dulce contienen alrededor del 87 % del total de agua dulce superficial, incluyendo 29 % en los Grandes Lagos de África, 20 % en el lago Baikal en Rusia, 21 % en los Grandes Lagos de Norteamérica, y 14 % en otros lagos. Los pantanos tienen la mayor parte del resto de las aguas superficiales, y los ríos solo tienen una pequeña cantidad, especialmente el río Amazonas. La atmósfera solo contiene 0,04 % de agua. En las zonas sin agua dulce superficial, el agua dulce derivada de las precipitaciones puede, debido a su menor densidad, superponerse a las aguas subterráneas salinas en lentes o capas. La mayor parte del agua dulce del planeta está congelada en las capas de hielo. Extensiones importantes, tales como desiertos, se caracterizan por la falta de agua dulce.

## Definición numérica
El agua dulce puede ser definida como agua con menos de 500 partes por millón (ppm) de sales disueltas.
| La salinidad del agua basada en sales disueltas | La salinidad del agua basada en sales disueltas | La salinidad del agua basada en sales disueltas | La salinidad del agua basada en sales disueltas |
| Agua dulce                                      | Agua salobre                                    | Agua salada                                     | Salmuera                                        |
| < 0,05 %                                        | 0,05-3 %                                        | 3-5 %                                           | > 5 %                                           |
| ----------------------------------------------- | ----------------------------------------------- | ----------------------------------------------- | ----------------------------------------------- |

Otras fuentes definen el agua dulce con límites de salinidad más elevados, por ejemplo 1000 ppm
o 3000 ppm.

## Agua dulce como recurso

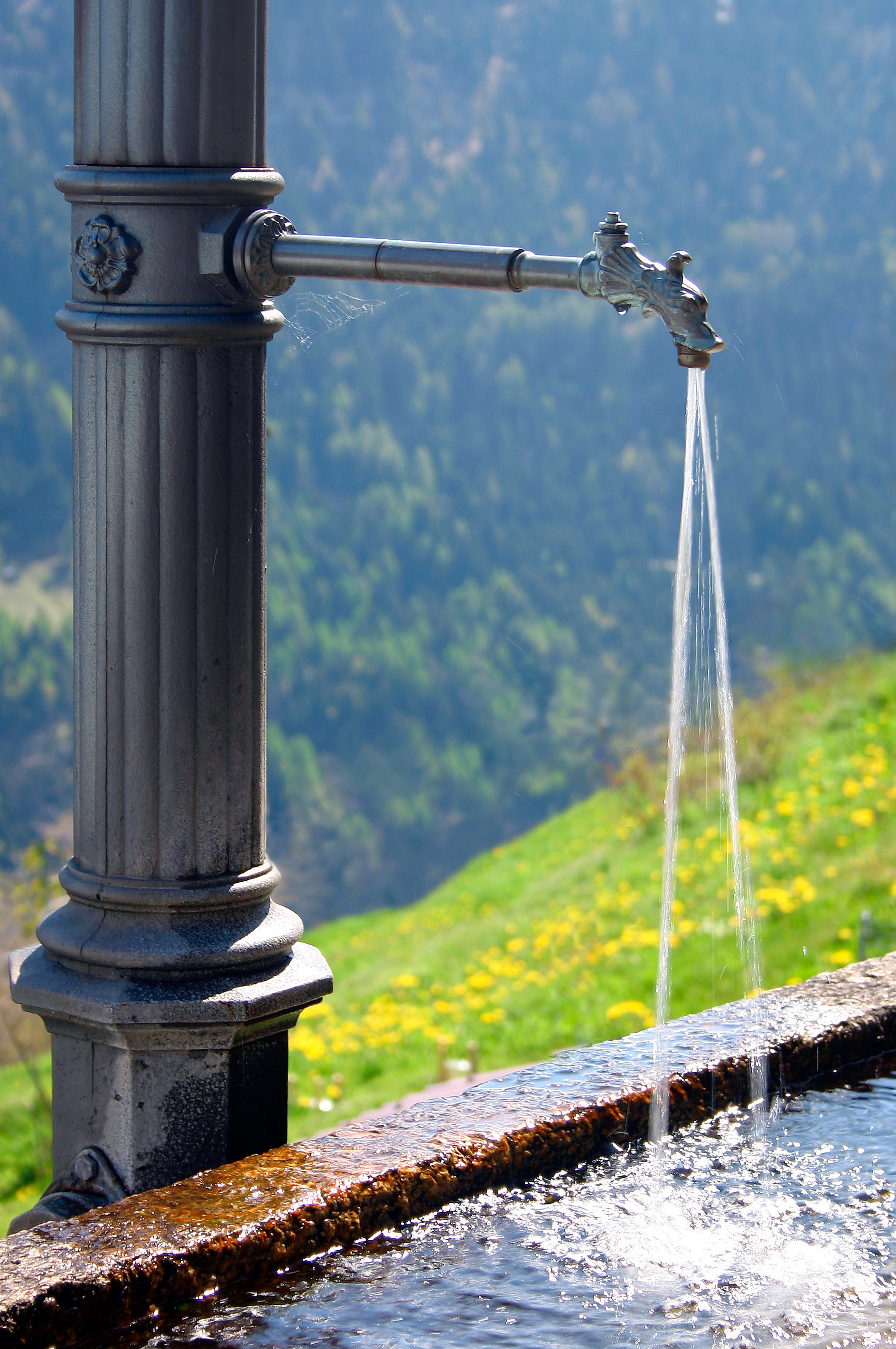
Fuente de agua en un pequeño pueblo de Suiza. Se utiliza como una cuenca de agua potable para los habitantes y el ganado. Casi todos los pueblos alpinos tienen una fuente de agua de este tipo.

El agua dulce es un recurso natural indispensable para la supervivencia de todos los ecosistemas. El uso del agua por los seres humanos para actividades como el riego y usos industriales puede tener efectos adversos en los ecosistemas aguas abajo. La contaminación química del agua dulce también puede dañar gravemente los ecosistemas. 
Una preocupación importante para los ecosistemas hidrológicos es asegurar un caudal mínimo, también para la preservación y restauración de asignaciones de agua no consuntivas.
La contaminación del ambiente por la actividad humana, incluidos los derrames de petróleo, también presenta un problema para los recursos de agua dulce. El mayor derrame de petróleo que haya ocurrido en agua dulce fue causado por un petrolero de Shell en Magdalena (Argentina), el 15 de enero de 1999, contaminando no solo el agua sino la flora y la fauna también.
La cantidad de agua dulce no contaminada es 0,003 % del total de agua disponible a nivel mundial.

### Recurso limitado
El agua dulce es un recurso natural renovable y variable, pero también limitado. El agua dulce solo puede reponerse a través del ciclo del agua, un proceso en el cual el agua de los mares, lagos, bosques, tierras, ríos y embalses se evapora, forma nubes y vuelve a través de la precipitación. Sin embargo, si a nivel local las actividades humanas consumen más agua dulce que se restaura naturalmente, esto puede resultar en una menor disponibilidad de agua dulce a partir de fuentes superficiales y subterráneas y puede causar graves daños al entorno y ambientes asociados.
El agua dulce es tal vez el recurso natural más conocido por todos nosotros y teniendo en cuenta que la población mundial sigue creciendo, y siendo este un recurso limitado, con proyecciones a una futura escasez, puede ser motivo de conflictos internacionales o globales.

### Extracción de agua dulce
La extracción de agua dulce es la cantidad de agua eliminada a partir de fuentes disponibles para su uso por cualquier propósito, sin incluir las pérdidas por evaporación. El agua utilizada no es necesariamente consumido por completo y una parte puede ser devuelto para ser utilizada aguas abajo.

### Causas de la escasez de agua dulce
Existen diferentes causas para la aparente disminución del agua potable disponible.[cita requerida] Las principales razones incluyen el crecimiento de la población por el aumento de la esperanza de vida, el incremento del uso de agua per cápita.[cita requerida] También es probable que el cambio climático resulte en un cambio en la disponibilidad y distribución del agua dulce en todo el planeta:
«Si el calentamiento global continúa derritiendo glaciares en las regiones polares, tal como se pronostica, la disponibilidad de agua dulce puede disminuir. En primer lugar, el agua dulce de los glaciares se mezclará con el agua salada de los océanos y se volverá demasiado salada para beber. En segundo lugar, el aumento del volumen de los océanos hará que los niveles del mar se eleven, contaminando con agua de mar las fuentes de agua dulce a lo largo de las regiones costeras». 